# バンボーレ
『バンボーレ』（イタリア語: Le bambole, 「人形」の意）は、1965年製作・公開、イタリア・フランス合作のオムニバス映画である。

## 構成
1. 第一話『電話の呼び出し』 - La Telefonata : 監督ディーノ・リージ、原作・脚本ロドルフォ・ソネゴ、撮影エンニオ・グァルニエリ、主演ヴィルナ・リージ
2. 第二話『優生学理論』 - Il Trattato di Eugenetica : 監督ルイジ・コメンチーニ、原作ルチアーノ・サルチェ / ステーノ、脚本トゥリオ・ピネリ、撮影カルロ・モンテュオリ、主演エルケ・ソマー
3. 第三話『スープ』 - La Minestra : 監督フランコ・ロッシ、原作・脚本ロドルフォ・ソネゴ / ルイジ・マーニ、撮影ロベルト・ジェラルディ、主演モニカ・ヴィッティ
4. 第四話『キューピット神父』 - Monsignor Cupido : 監督マウロ・ボロニーニ、原作・脚本ピエロ・デ・ベルナルディ / レオ・ベンヴェヌーティ、撮影レオニダ・バルボーニ、主演ジーナ・ロロブリジーダ

## 略歴・概要
イタリアのドクメント・フィルム、フランスのオルセー・フィルムが出資、共同製作した作品である。ロドルフォ・ソネゴのオリジナルシナリオをディーノ・リージが監督した第一話『電話の呼び出し』、ルチアーノ・サルチェとステーノによるオリジナルストーリーをトゥリオ・ピネリが脚色、ルイジ・コメンチーニが監督した第二話『優生学理論』、ロドルフォ・ソネゴとルイジ・マーニが共同執筆したオリジナルシナリオをフランコ・ロッシが監督した第三話『スープ』、ピエロ・デ・ベルナルディとレオ・ベンヴェヌーティが共同執筆したオリジナルシナリオをマウロ・ボロニーニが監督した第四話『キューピット神父』の全4部構成である。イタリアの首都ローマでロケーション撮影が行われて完成、1965年1月27日にイタリア国内で公開された。
日本では、翌1966年にNICが輸入・配給して、同年9月3日に公開された。日本でのビデオグラムは、2010年8月現在、未発売である。

## スタッフ
- プロデューサー : ジャンニ・ヘクト・ルカーリ （Gianni Hecht Lucari）

- 監督 : ディーノ・リージ、ルイジ・コメンチーニ、フランコ・ロッシ、マウロ・ボロニーニ
- 脚本・原作 : ロドルフォ・ソネゴ、ルチアーノ・サルチェ （Luciano Salce）、ステーノ、トゥリオ・ピネリ （Tullio Pinelli）、ルイジ・マーニ （Luigi Magni）、ピエロ・デ・ベルナルディ、レオ・ベンヴェヌーティ （Leonardo Benvenuti）
- 撮影 : エンニオ・グァルニエリ （Ennio Guarnieri [4]）、カルロ・モンテュオリ （Carlo Montuori [5]）、ロベルト・ジェラルディ （Roberto Gerardi [6]）、レオニダ・バルボーニ （Leonida Barboni）
- 編集 : ジュリアーナ・ベットーヤ （Giuliana Bettoja [7]）、ロバート・チンクイニ （Roberto Cinquini）
- 美術 : ジャンニ・ポリドーリ （Gianni Polidori [8]）
- 衣裳 : ピエロ・ゲラルディ （Piero Gherardi）

## キャスト
クレジットされた俳優のみ。
クレジット順
- ヴィルナ・リージ - Luisa 第一話『電話の呼び出し』
- ニーノ・マンフレディ - Giorgio 第一話『電話の呼び出し』
- アリシア・ブラント （Alicia Brandt） - Armenia 第一話『電話の呼び出し』
- モニカ・ヴィッティ - Giovanna 第三話『スープ』
- ジョン・カールセン （John Karlsen） - Husband 第三話『スープ』
- オラツィオ・オルランド  （Orazio Orlando） - Richetto, amante 第三話『スープ』
- デ・シモーネ （De Simone [9]） - Peppe 第三話『スープ』
- エルケ・ソマー - Ulla 第二話『優生学理論』
- ピエロ・フォカッチャ （Piero Focaccia） - Valerio 第二話『優生学理論』
- マウリツィオ・アレーナ （Maurizio Arena） - Massimo 第二話『優生学理論』

- ジーナ・ロロブリジーダ - Beatrice 第四話『キューピット神父』
- ジャン・ソレル （Jean Sorel） - Vincenzo 第四話『キューピット神父』
- エイキム・タミロフ （Akim Tamiroff） - Monsignor Arendi 第四話『キューピット神父』

## 関連事項
- 1966年の日本公開映画
- イタリア式コメディ

## 註
1. 1 2 3 4 5  The Dolls, Internet Movie Database （英語）, 2010年8月11日閲覧。
2. 1 2 3  バンボーレ、キネマ旬報映画データベース、2010年8月11日閲覧。
3. ↑  バンボーレ、allcinema ONLINE, 2010年8月11日閲覧。
4. ↑  Ennio Guarnieri - IMDb（英語）, 2010年8月11日閲覧。
5. ↑  Carlo Montuori - IMDb（英語）, 2010年8月11日閲覧。
6. ↑  Roberto Gerardi - IMDb（英語）, 2010年8月11日閲覧。
7. ↑  Giuliana Bettoja - IMDb（英語）, 2010年8月11日閲覧。
8. ↑  Gianni Polidori - IMDb（英語）, 2010年8月11日閲覧。
9. ↑  De Simone - IMDb（英語）, 2010年8月11日閲覧。